# Кастелларі-2 тема
Тема Кастелларі-2 — тема в шаховій композиції. Суть теми — чорні однією і тією ж фігурою захищаються від загрози, створюють варіанти, в яких виникають мати, причому в першому варіанті N-на кількість матів, в кожному наступному на один менше, аж доки в останньому варіанті виникне лише один мат. 

## Історія
Цю ідею запропонував італійський шаховий композитор Умберто Кастелларі (18.11.1912 — 02.11.1976).
В задачі після вступного ходу білих виникає певна загроза мату. Чорні мають можливість захиститися від цієї загрози у кілька способів лише однією тематичною фігурою, що створює певну кількість тематичних варіантів. Після першого, найгіршого захисту, білі мають можливість оголосити мат у кілька способів. Кожен наступний тематичний захист чорних є кращий, оскільки білі кожен раз можуть оголосити кількісно матів на один менше, і після останнього тематичного захисту чорних білі можуть оголосити лише один мат.
Оскільки є ще одна тема, яка носить ім'я У. Кастелларі, цей задум з тематичними дуалями дістав назву — тема Кастелларі-2.